# Хаман, Иоахим
Иоахим Хаман (нем. Joachim Hamann; 18 мая 1913, Киль, Германская империя — 13 июля 1945, Хайкендорф) — штурмбаннфюрер СС, офицер айнзацкоманды 3, входившей в состав айнзацгруппы A и осуществлявшей массовые убийства евреев в Литве. Хаман возглавлял так называемую мобильную команду — подразделение, производившее расстрелы еврейского населения на оккупированной территории Литовской ССР.

## Биография
Иоахим Хаман родился 18 мая 1913 года в Киле в семье Адольфа Хамана, немца балтийского происхождения. С 1929 по 1932 год он учился на аптекаря, но из-за Великой депрессии стал безработным. В 1931 году вступил в Штурмовые отряды (СА), а 1 февраля 1932 года — в НСДАП (билет № 958322). 1 июля 1938 года был зачислен в ряды СС (№ 314267). Впоследствии проходил службу в вермахте в качестве десантника и принимал участие в Польской и Французской кампаниях. Затем вернулся в Берлин, где проходил курсы учебной подготовки в полиции безопасности. В 1940 году был зачислен в айнзацкоманду 3 под руководством штандартенфюрера СС Карла Егера, которая, в свою очередь, входила в состав айнзацгруппы А под командованием бригадефюрера СС Вальтера Шталекера.
После вторжения Германии в СССР Хаман возглавил и организовал мобильную команду, которая уничтожила большую часть еврейского населения Литвы: «Как руководитель взвода литовских вспомогательных военнослужащих он принял участие в 62 массовых расстрелах, в которых погибло 60 000 евреев». С конца июля и до начала октября 1941 года команда Хамана при содействии литовских помощников уничтожила еврейское население многих городов Литвы (Паневежис, Укмерге, Зарасай, Кедайняй, Кайшядорис, Утена, Мариямполе, Ионава, Расейняй, Алитус, Жагаре). Между июлем и августом 1941 года команда убила 9102 евреев из гетто в Даугавпилсе.
В 1942 году Хаман принимал участие в деятельности организации Цеппелин, в задачи которой входила вербовка советских военнопленных для использования их в качестве шпионов за линией фронта. С 1943 года служил в Главном управлении имперской безопасности (РСХА) в качестве представителя отдела гестапо A3 (правая оппозиция). В 1945 году получил должность референта руководителя РСХА Эрнста Кальтенбруннера. После окончания войны 13 июля 1945 года Хаман покончил жизнь самоубийством.